# Португалія на зимових Олімпійських іграх 1988
Португалія на зимових Олімпійських іграх 1988 року, які проходили у канадському місті Калгарі, була представлена 5 спортсменами в одному виді спорту: бобслей. Прапороносцем на церемонії відкриття Олімпійських ігор був бобслеїст Антоніу Реїс.
Португалія вдруге взяла участь в зимових Олімпійських іграх (вперше після 1952 року). Португальські спортсмени не здобули жодної медалі.

## Учасники
За видом спорту та статтю
| Вид спорту | Чоловіки | Жінки | Разом |
| ---------- | -------- | ----- | ----- |
| Бобслей    | 5        | 0     | 5     |
| Разом      | 5        | 0     | 5     |

## Бобслей
| Спортсмени                                            | Дисципліна | Спуск 1 | Спуск 1 | Спуск 2 | Спуск 2 | Спуск 3 | Спуск 3 | Спуск 4       | Спуск 4       | Разом         | Разом         |
| Спортсмени                                            | Дисципліна | Час     | Місце   | Час     | Місце   | Час     | Місце   | Час           | Місце         | Час           | Місце         |
| ----------------------------------------------------- | ---------- | ------- | ------- | ------- | ------- | ------- | ------- | ------------- | ------------- | ------------- | ------------- |
| Антоніу Реїс Жоау Пупада                              | двійки     | 60.72   | 36      | 61.59   | 36      | 61.86   | 30      | 60.98         | 27            | 4:05.15       | 34            |
| Жорже Магальєс Жоау Пірес                             | двійки     | 62.85   | 41      | 63.18   | 41      | 65.19   | 40      | не стартували | не стартували | не стартували | не стартували |
| Антоніу Реїс Жоау Пупада Жоау Пірес Рожеріу Бернардес | четвірки   | 58.42   | 26      | 59.67   | 26      | 58.28   | 25      | 59.13         | 25            | 3:55.50       | 25            |